# Dolina Pokhara
Dolina Pokhara je druga največja dolina v hribovitem območju Nepala. Leži v zahodnem delu dežave. Mesti Pokhara in Lekhnath sta največji v dolini. Leži se v coni Gandaki, 203 kilometre zahodno od Katmandujske doline.  Mesto Pokhara je eno izmed večjih mest v Nepalu in enako kot Katmandujska dolina zaradi svoje glinene podlage in potenciala za utekočinjanje, izjemno občutljiva za potrese.

## Turizem
Pokhara je ena izmed najbolj priljubljenih turističnih destinacij v Nepalu. Mnogi turisti obiščejo dolino, da si ogledajo himalajsko območje in jezera. Pokhara je znana tudi po čolnarjenju, trekingih, raftingu in ekstremnih športih, kot so rafting, vožnja s kanuji in bungee jumping. Po podatkih Nepalske turistične komisije je bilo leta 2009 203.527 mednarodnih turistov, v istem letu pa je bilo v celem Nepalu 509.956 mednarodnih turistov, število pa se vsako leto povečuje. 

### Jezera
Med številnimi jezeri v dolini Pokhara je največje jezero Phewa. Je tudi drugo največje jezero v Nepalu in vključuje dele doline Pokhara, Sarangkot in Kaskikot. Na tem jezeru je viden odsev gore Mačapučare ('ribji rep'). Številni turisti prihajajo veslat in na ribolov. Druga glavna atrakcija jezera Phewa je dvonadstropni tempelj Barahi Bhagwati, ki je na otoku sredi jezera. Poleg jezera Phewa je drugo znano jezero v dolini Pokhara jezero Begnas, ki je drugo največje jezero v dolini. Jezero leži na nadmorski višini 650 m in obsega 3 km2. 
Devet jezer v okrožju Kaski je od 2. februarja 2016 zaščitenih z Ramsarsko konvencijo. Od devetih jezer sta dve jezeri, Phewa in Kamalpokhari, v podmestnem okrožju Pokhara, ostala jezera pripadajo občini Lekhnath. Grozd jezer je mednarodnega pomena, saj podpirajo ranljive, ogrožene ali kritično ogrožene vrste ali ogrožene ekološke skupnosti. Skupna površina povodja obsega 178,5 km², kar zajema vodna telesa, kmetijska zemljišča, gozdove, naselja in druga pozidana območja.

### Ekstremni športi
Ekstremni športi imajo pomembno vlogo v turizmu. Nedavno je bila v Pokhari zgrajena najdaljša in najhitrejša zip linija na svetu, ki je dolga 1850 m in se začne na vrhu hriba Sarangkot in se konča blizu reke Yamdi. Linija zip lahko doseže največjo hitrost 140 km / h in ima navpični padec okoli 600 m. Kolesarji si lahko ogledajo razgled na goro Machapuchare, razsežnost masiva Anapurne in reko Seti Gandaki . Jadralno padalstvo, ki se prav tako izvaja iz Sarangkota, je še en ekstremni šport, ki je na voljo v dolini Pokhara.
Treking v baznim tabor Anapurna, znan tudi kot treking ABC, je še ena glavna atrakcija doline Pokhara. Pohodi se začnejo iz Pokhare preko Nayapula, Ghorepanija, Tadapanija, Sinuwe, Deuralija in končno do baznega tabora Anapurna, ki je na višini 4090 m. Številni hoteli in domovi so na voljo ves čas trekinga. Obiskovalci lahko uživajo v lepih prizorih gozdov, hribov, rododendronov (nacionalni cvet) in številnih vasi na poti. Ena študija je pokazala, da ABC privablja približno 25.000 obiskovalcev v kratki treking sezoni, kar je skoraj petkrat več od narodnega parka Sagarmatha (Mt. Everest), ki je druga najbolj priljubljena treking destinacija Nepala. ABC treking je igral ključno vlogo pri gospodarskem položaju ljudi na tem območju, prav tako pa je mejnik za razvoj turistične industrije v Nepalu.

### Jame
Jama Mahendra je ena najbolj obiskanih turističnih znamenitosti v dolini Pokhara. Ta jama je v majhnem mestu Batulechaur, ki je od glavnega mesta oddaljeno deset minut vožnje. Ime Jama Mahendra je dobila po nepalskem kralju Mahendra Bir Bikram Shah Dev. Jama je naravni predor, kjer lahko hodimo v notranjost in vidimo različne vrste kamnin okrog stene, kot je apnenec, ki se blešči, ko ga udari svetloba . Kot ena temnejših znamenitosti v Nepalu, jama Mahendra obiskovalcem ponuja priložnost, da raziščejo temnejše dele v predoru. Prav tako je vredno obiskati jamo Bat, ki je znana tudi kot naravni habitat netopirjev in je deset minut hoje od jame Mahendra . Jama Bat je dolga 150 m in visoka 7,6 m. Glavni vhod v to jamo je precej ozek, notranji del pa je dovolj širok. Glavna posebnost te jame je, da ima več kot 15 tisoč netopirjev različnih vrst. Slike slonov, bogov in boginj lahko opazimo na notranjih stenah jame. 

### Mednarodni gorski muzej
Več kot sedemdeset tisoč domačih in mednarodnih turistov vsako leto obišče Mednarodni gorski muzej (IMM). IMM beleži, dokumentira in razstavlja pretekla in sedanja dogajanja v zvezi z gorami in gorništvom po svetu . V muzeju so tri glavne razstavne dvorane: Dvorana Velike Himalaje, Dvorana slavnih in Dvorana svetovnih gora. V muzeju so eksponati o znamenitih vrhovih, opisi znanih planincev, kultura in življenjski slog gorskih ljudi, rastlinstvo in živalstvo, vključno z geologijo, da bi predstavili tradicionalno kulturo in vrednote nepalskih ljudi. 